# Milenky starého kriminálnika
Milenky starého kriminálníka è un film muto del 1927, diretto da Svatopluk Innemann, con Anny Ondra.